# D+Sect
D+SECT je v pořadí páté album skupiny Moi dix Mois a současně jejich čtvrté studiové album, jež vydali po třech letech od vydání Dixanadu. Album o 13 skladbách vyšlo 15. prosince 2010. 
Kostýmy jež na sobě má skupina na fotografií v bookletu tohoto alba pocházejí z dílny Moi-meme-Moitié.
D+SECT, jako už většina alb Moi dix Mois, začíná instrumentální intrem, které zde nese název In Paradisium. Další intrumentálka, v pořadí sedmá skladba, The Pact Of Silence[SE] je zase typickým intreludem. A závěrečné Baptisma[SE] uzavírá album jako epilog.
Metalová balada Pendum může fanouškům v připomínat svým stylem Xanadu z předchozího alba Dixanadu.

Na albu se podílela i Kozue Shimizu jejíž tremol zahajuje skladbu Divine Place.

V současné době existuje zatím pouze jedna verze alba D+Sect a to japonská běžná verze, kterou vydalo vydavatelství Midi:Nette, právě onoho 15.12.2010.

## Seznam skladeb
| Pořadí         | Název                      | Hudba          | Text           | Délka |
| -------------- | -------------------------- | -------------- | -------------- | ----- |
| 1.             | In Paradisum [SE]          | Mana           |                | 0:55  |
| 2.             | The Seventh Veil           | Mana           | Mana           | 4:50  |
| 3.             | Witchcraft                 | Mana           | Mana           | 3:46  |
| 4.             | The SECT                   | Mana           | Mana           | 5:27  |
| 5.             | Divine Place               | Mana           | Mana           | 5:53  |
| 6.             | Pendulum                   | Mana           | Mana           | 5:09  |
| 7.             | The Pact of Silence [SE]   | Mana           |                | 2:07  |
| 8.             | Ange - D side holy wings - | Mana           | Mana           | 3:57  |
| 9.             | Agnus Dai                  | Mana           | Mana           | 3:04  |
| 10.            | Sanctum Regnum             | Mana           | Mana           | 3:10  |
| 11.            | Dead Scape                 | Mana           | Mana           | 5:02  |
| 12.            | Dies Irae                  | Mana           | Mana           | 4:13  |
| 13.            | Baptisma [SE]              | Mana           |                | 0:58  |
| Celková délka: | Celková délka:             | Celková délka: | Celková délka: | 48:36 |